# Научная фантастика в Китае
Китайская научная фантастика (кит. трад. 中國科學幻想, упр. 中国科学幻想, пиньинь Zhōngguó kēxué huànxiǎng) — жанр литературы, обращающийся к темам гипотетического будущего социального и технологического развития синосферы.

## История
С научной фантастикой Китай познакомили в эпоху поздней династии Цин переводчики с западных языков и сторонники вестернизации в целом, такие как Лян Цичао и Кан Ювэй. После падения династии Цин в 1911 страна изменилась. Среди прочего, байхуа стал вытеснять традиционный стиль письма. Первое китайское периодическое издание, полностью посвящённое литературе, «Лес рассказов» (кит. упр. 小說林, пиньинь Xiǎoshuōlín), публиковало не только переводы западной фантастики, но и оригинальные произведения китайских авторов, такие, как «Синь фалуо сянь шэн тань» (кит. упр. 新法螺先生譚, пиньинь Xīn fǎ luó xiān sheng tán). А автор Лао Шэ и вовсе использовал своё произведение «Записки о кошачьем городе» в целях социальной сатиры.
После Гражданской войны китайская фантастика в основном подражала советской научной фантастике, а также использовалась в целях популяризации науки и пропаганды светлого социалистического будущего, хотя появлялись и оригинальные произведения. В этот период творил «отец китайской научной фантастики» Жень Веньгуан. Во время Культурной революции фантастика практически исчезла в материковой части Китая. Её возрождение началось с конгресса, имевшего место в 1978 году. А в 1979 появился и начал публиковать переводы и оригинальные работы журнал «Научные литература и искусство» (кит. упр. 科学文艺, пиньинь Kēxué Wényì), вернулся к творческой деятельности и Жень Веньгуан, вынужденный прервать её на время репрессий.

### В XXI веке
В XXI веке, Лю Цысинь является самым заметным автором китайской научной фантастики. За свои произведения он уже выиграл китайские, американские, японские, немецкие, и испанские премии. Лю Цысинь пишет твёрдую научную фантастику. Ещё один китайский писатель, Хао Цзинфань, получила премию «Хьюго» за лучшую короткую повесть за своё произведение Складной Пекин (кит. упр. 北京折叠) в 2016 году. Писательница-фантаст Ся Цзя удостоилась множества наград за свою малую прозу. 

## Писатели за рубежом
На Тайване во второй половине XX века работали такие авторы, как У Мин-и (吳明益), Чжан Сияофэн (張曉風), Чжан Цзыгуо (张系国), Хуань Хай (黃海),  Хуань Фан (黃凡), Е Яньдоу (葉言都), Линь Яодэ (林燿德), Чжан Дачунь (張大春), Су Ипин (蘇逸平), Хон Лин (洪凌), Е Хуань (葉軒), Мо Хуаньду (漠寒渡), Ю Во (御我) и Мо Жэнь (莫仁). В Гонконге из китаеязычных авторов НФ наиболее известен Ни Куанг. Малайзийско-китайским автором научной фантастики является Чжан Цао (張草). Он опубликовал на китайском языке несколько романов. Кен Лю - это англоязычный китайско-американский писатель.

## Переводы
Издательства Эксмо и Fanzon публиковали переводы китайских писателей, работавших в жанре научной фантастики, на русский язык. Они переводные с английского и иногда отличается от оригинала потому что в английских переводах  издательства Tor Books изменили много. Немецкие переводы часто издает журнал Kapsel. В Южной Корее, издательство Дансым (кор. 단숨) переводит китайскую научную-фантастику на корейский с оригинала. На японском можно читать китайскую научную фантастику изданную издательством Хаякава (яп. 早川書房).

## Академические исследования
В 2012-году, № 77 и 78 англоязычного международного журнала по китайской литературе в Гонконге, «Renditions», была священа китайской научной-фантастической литературе. В 2013 году, в № 40 американского англоязычного журнала «Science Fiction Studies» опубликовал много статей о научной фантастике в Китае.
В 2017, в французскоязычном журнале «ReS Futurae (ReSF, Revue d'études sur la science-fiction)» были опубликованы академические статьи о китайской научной фантастике. В 2019 году, преподаватель китайского языка Ян Линлинь (кит. упр. 杨灵琳, пиньинь Yáng Línglín) в Национальном университете Кансэ: (яп. 関西学院大学 Кансэ: Гакуин Даигаку) написал историю китайского научно-фантастического журнала «Мир научной-фантастики» (кит. упр. 科幻世界, пиньинь Kēhuàn Shìjiè). Этот журнал основатель Премии Иньхэ.
В 2020 году в «Казанском лингвистическом журнале» появилась академическая статья Развитие китайской фантастической литературы в XXI веке.

## Награды и премии
- Премия Синъюнь
- Премия Иньхэ

### На китайском
- 科幻小说 от Большой китайской энциклопедии  (кит.)
- 中国十大科幻小说简介：从中国最早科幻小说到自主创新科幻小说 от 163.com  (кит.)
- 中国科幻大事记（1891年至2017年）之一 от «China Writer»  (кит.)

### На русском
- Какую фантастику пишут в Китае от Мир Фантастики  (рус.)
- Развитие китайской фантастической литературы в XXI веке от Казанского лингвистического журнала  (рус.)
- Как китайские писатели перепридумывают научную фантастику от vc.ru  (рус.)

### На английском
- Chinese Science Fiction: Late Qing and the Contemporary от журнала Renditions (№ 77 и 78)  (англ.)
- China от The Encyclopedia of Science Fiction  (англ.)

### На францзуском
- Carnet de recherche sur la littérature de science-fiction chinoise от «SinoSF»  (фр.)
- La science-fiction en Asie de l'Est от журнала ReS Futurae  (фр.)
- Histoire Extrêment Brève des magazines de science-fiction Chinois (1979-2013)  (фр.)

### На немецком
- Die Zeitschrift für Science-Fiction aus China от журнала Kapsel  (нем.)